# Джавахи (село)
Джавахи (груз. ჯავახი) — село в Грузии, на территории Дманисского муниципалитета края (мхаре) Квемо-Картли.

## География
Село находится в юго-восточной части Грузии, на правом берегу реки Машаверы, на расстоянии приблизительно 2 километров (по прямой) к востоку от города Дманиси, административного центра муниципалитета. Абсолютная высота — 1123 метра над уровнем моря.

## Население
По результатам официальной переписи населения 2014 года в Джавахи проживало 423 человека (219 мужчин и 204 женщины). В национальной структуре населения грузины составляли 98,1 %.
| Год  | Население, человек |
| ---- | ------------------ |
| 2002 | 628                |
| 2014 | ↘ 423              |